# Qingxu
Qingxu är ett härad som lyder under Taiyuans stad på prefekturnivå i Shanxi-provinsen i norra Kina.